# Magnolia sphaerantha
Magnolia sphaerantha är en magnoliaväxtart som först beskrevs av Cheng Yih Wu, Yuh Wu Law och Yeng Fen Wu, och fick sitt nu gällande namn av Yong Keng Sima. Magnolia sphaerantha ingår i släktet Magnolia och familjen magnoliaväxter. Inga underarter finns listade i Catalogue of Life.